# Тамильский национализм

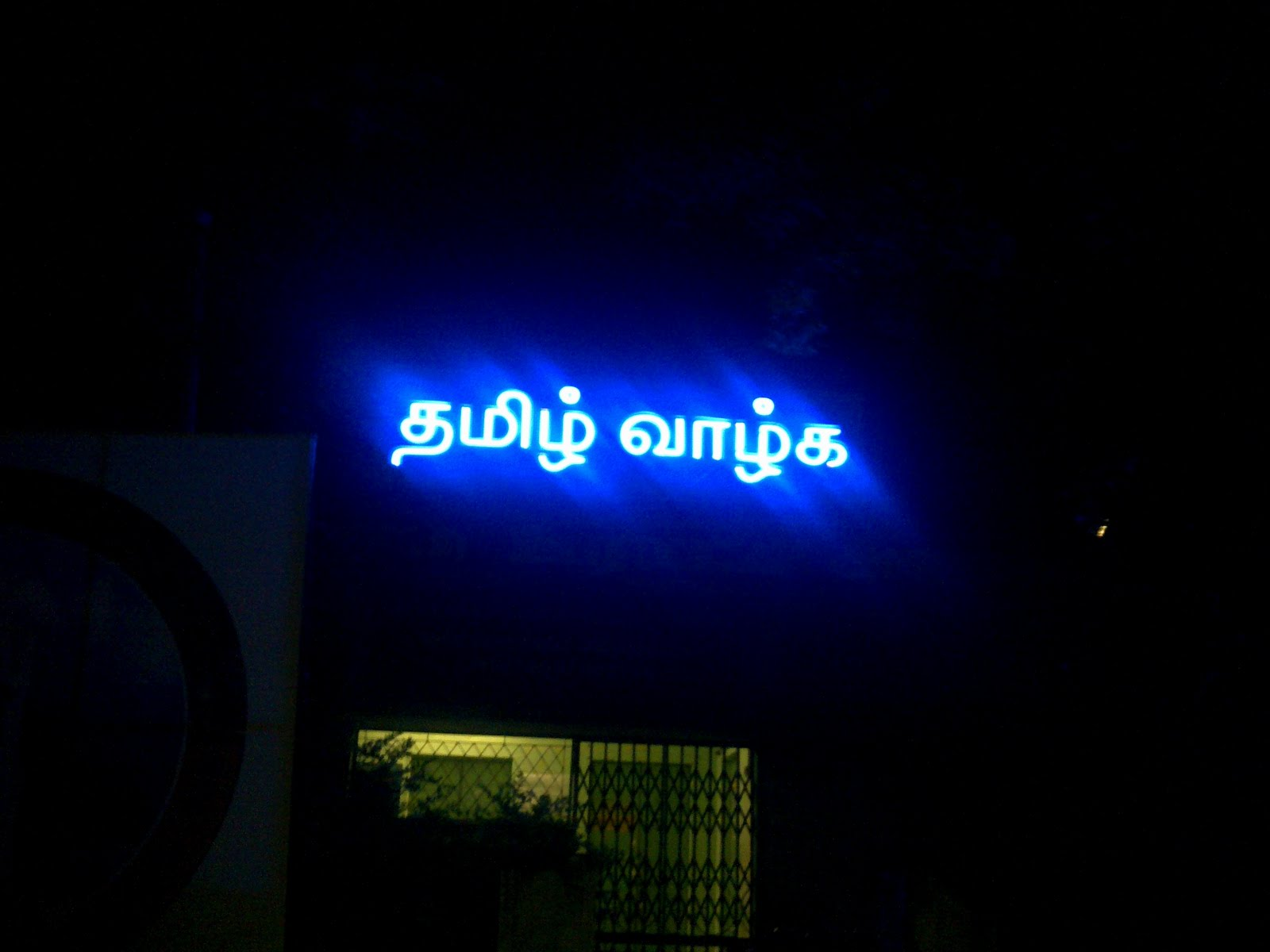
Световая панель с надписью «Да здравствуют тамилы» (тамил валга) возле общественного здания в штате Тамилнад

Тамильский национализм (там. தமிழ்த் தேசியம்) — идеология, которая утверждает, что этнические тамилы составляет единую нацию и способствует культурному единству тамильского народа. Тамильский национализм — это в первую очередь светский национализм, сосредоточенный на языке и родине. Он выражается в форме языкового пуризма («чистый тамильский)», национализма и ирредентизма («Тамил-Илам»), социального равенства («Движение самоуважения») и тамильского возрождения.
Первоначально тамилы правили в Тамилакаме и некоторых частях Шри-Ланки. В колониальный период тамильские районы были частью провинций Британской Индии и Цейлона. Это привело к концу суверенитета тамилов и уменьшило их статус до меньшинства в соответствии с политической моделью, реализованной во время британского владычества. С момента обретения Индией и Шри-Ланкой независимости в обеих странах существовали сепаратистские движения тамилов, которые активно подавлялось властями.
Большую известность получили слова тамильского поэта Каннадасана о тамилах как нации без государства: «Нет государства без тамилов, нет государства для тамилов».

## Шри-Ланка
Вскоре после обретения Цейлоном независимости от Великобритании правительство Шри-Ланка приняло Закон о гражданстве 1948 года, в результате чего более миллиона тамилов индийского происхождения остались без гражданства. В 1956 году был принят закон, который заменил английский как официальный язык сингальским. Закон серьёзно угрожал статусу тамильского языка как языка меньшинства, а также препятствовал социальной мобильности говорящих на тамильском языке. Кроме того, правительство также инициировало спонсируемые государством схемы колонизации с целью уменьшения численного присутствия меньшинств, а также монополизации традиционных видов экономической деятельности, таких как сельское хозяйство и рыболовство, которые с незапамятных времёна являются важным источником средств к существованию ланкийских тамилов.
В 1976 году ланкийско-тамильские националисты из организации «Тигры освобождения Тамил-Илама» (ТОТИ) на своём съезде в Ваддукоддай (Джафна) приняли резолюцию, призывающую к созданию отдельного тамильского государства (Тамил-Илам). После этого в Шри-Ланке неоднократно пытались создать независимое государство тамилов на фоне растущего политического и физического насилия против простых тамилов со стороны правительства Шри-Ланки, в котором доминировал сингальский буддийский национализм.
Антитамильские погромы 1956, 1958 и 1977 годов и жестокость полиции против тамилов, протестующих против этих действий, привели к созданию партизанских групп, такие как «Тигры освобождения Тамил-Илама», чтобы защитить интересы и права тамилов на их собственной земле. Сожжение библиотеки в Джафне в 1981 году и «Чёрный июль» 1983 года привели к более чем 25-летней войне между армией Шри-Ланки и тамильскими «тиграми». Постоянное применение насилия, включая убийства, привело к тому, что ТОТИ были объявлены террористической организацией Индией, Малайзией, Европейским союзом, Канадой и США. Гражданская война закончилась в 2009 году военным поражением ТОТИ и смертью лидера «тигров» Велупиллаи Прабхакарана. По данным ООН, гражданская война на Шри-Ланке привела к гибели около 100 000 человек. Правительство Шри-Ланки, как утверждается, совершило ряд военных преступлений против гражданского населения (тамилов) в последние месяцы четвёртой фазы войны в 2009 году. Постоянный народный трибунал в итальянской Болонье объявил это геноцидом, совершённым против этнических тамилов правительством Шри-Ланки. После завершения гражданской войны Тамильский национальный альянс (ТНА) отказался от требований о создании независимого Тамил-Илама в пользу региональной автономии в составе вновь образованной Северо-Восточной провинции, уже в следующем году вновь разделённую на Северную и Восточную провинции. Идее федерализации Шри-Ланки противостоит сингальское большинство и контролируемое им правительство страны, которые предпочитают унитарное государство.
В 2010 году Вишванатан Рудракумаран основал Межгосударственное правительство Тамил-Илама (МПТИ), которое стремится создать независимый Тамил-Илам мирными демократическими средствами. В 2016—2017 годах Совет тамильского народа (СТН) во главе с Главным министром Северной провинции К. В. Вигнесвараном организовал митинги под лозунгом «Встаньте, тамилы» в северной Джафне и восточной части Баттикалоа, чтобы заявить о том, что правительство Шри-Ланки по-прежнему нарушает права тамилов.

## Индия

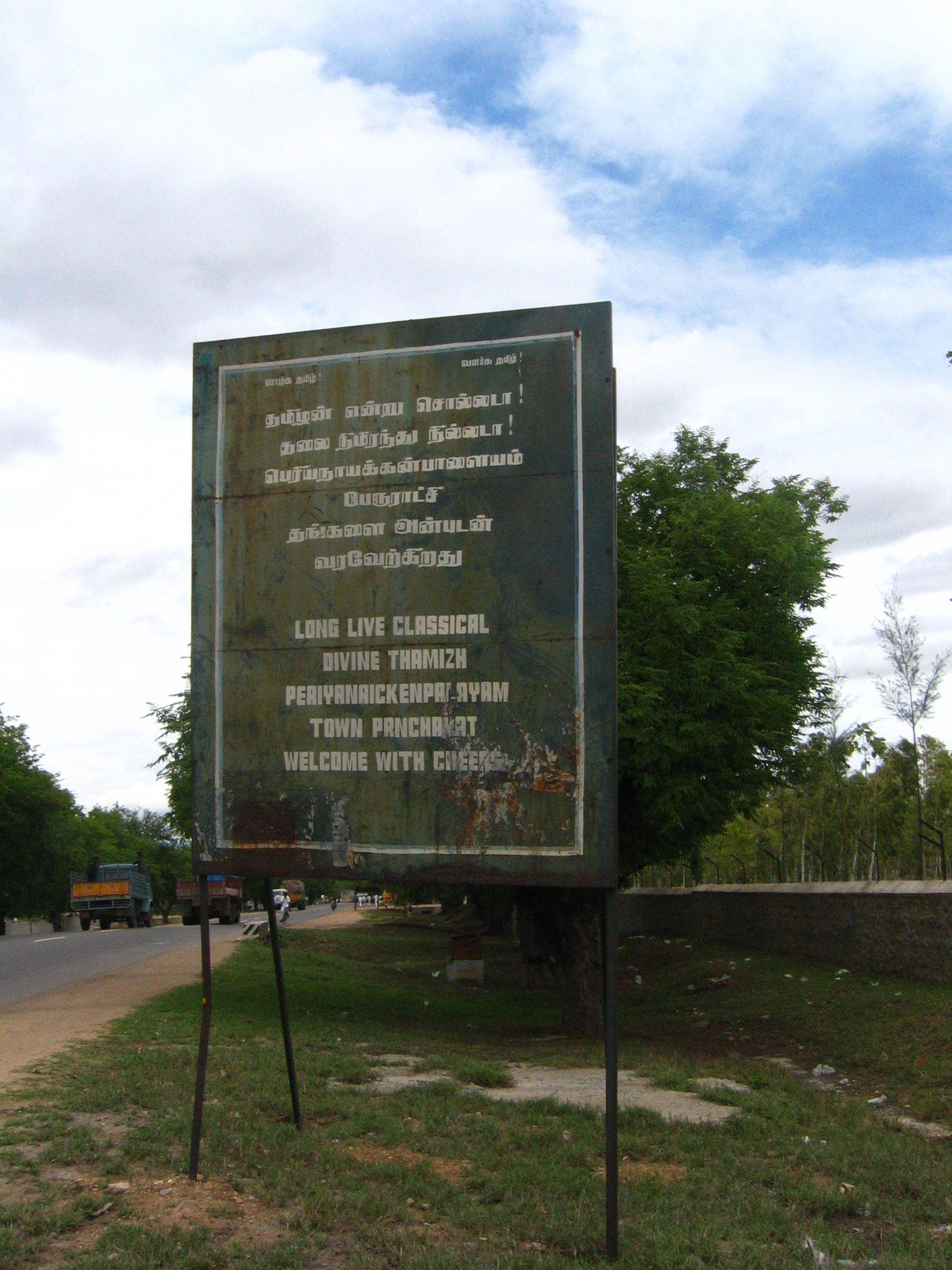
Баннер на въезде в штат Тамилнад. Текст на тамильском восхваляет язык и призывает тамилов гордиться своим языковым и культурным наследием

Национализм индийских тамилов является частью дравидийского национализма, получившего распространение среди дравидов Южной Индии. Дравидийский национализм был популяризирован рядом небольших движений и организаций, которые утверждали, что южные индийцы культурно отличаются от индоарийцев Северной Индии. Новый видоизменённый дравидийский национализм стал набирать популярность среди тамильцев в 1930-х—1950-х годах. В то же время дравидийский национализм не нашёл широкой поддержки за пределами штата Тамилнад. В течение 1950-х и 1960-х годов тамильские националистические лидеры стали придерживаться идеи, согласно которой, как минимум, тамилы должны иметь право на самоопределение или, как максимум, отделение от Индии. В конце 1960-х годов дравидийские националисты впервые получили власть в штате Тамилнад.
После победы на выборах 1967 года партии Дравида муннетра кажагам (ДМК), возглавляемой К. Н. Аннадураи, тамильские националисты стали постоянными участниками правительства Тамилнада. ДМК пришла к власти на фоне протестов против монополии и навязывания хинди. До прихода к власти они также открыто заявляли о борьбе за независимость тамилов от Индии. Но поскольку индийское правительство приравняло сепаратизм к подстрекательстве к мятежу, пригрозив сепаратистские партии лишить права баллотироваться на выборах, ДМК отказалась от этого требования. После этого стремление к отделению ослабло у большинства основных тамильских партий. Наиболее крупные региональные партии штата Тамилнад, такие как ДМК, Всеиндийская федерация дравидского прогресса имени Аннадураи (АИАДМК), Видутхалаи чирутайгал катчи (ВЧК), Паттали маккал катчи (ПМК) и Марумаларчи дравида муннетра кажагам (МДМК), часто сотрудничают в качестве партнёров по коалиции с общеиндийскими партиями в парламенте Индии в Нью-Дели.
В 1958 году С. П. Адитанар основал партию «Мы, тамилы», которая хотела создания однородного Большого Тамилнада, включающего тамилоговорящие области Индии и Шри-Ланки. В 1960 году партия организовала кампанию по всему штату, требуя установления суверенного штата Тамилнад. Выборы 1962 года партия «Мы, тамилы» проиграла и в 1967 году была объединена с ДМК. Вспышка гражданской войны в Шри-Ланке привела к тому, что тамильский национализм в Индии принял новую форму. В Индии возникли небольшие группы тамильских боевиков, такие как Освободительная армия Тамилнада (ОАТ), которые стремились к независимости. ОАТ была запрещена правительством Индии. Другой запрещённой тамильской сепаратистской группировкой в Индии были Тамильские национальные войска спасения (ТНВС), основанные в конце 1980-х годов. ТНВС боролась за независимость тамилов и преследовала цель объединить индийский Тамилнад и ланкийский Тамил-Илам в Большой Тамилнад.
В октябре 2008 года, на фоне усиления обстрелов тамильских гражданских районов со стороны ланкийских военных, когда армия приближалась к ТОТИ и военно-морской флот сражался с морским патрулём последнего, индийские тамильские депутаты, включая тех, кто поддерживал правительство Манмохана Сингха в ДМК и ПМК пригрозили массово уйти в отставку, если индийское правительство не окажет давление на правительство Шри-Ланки, чтобы оно прекратило огонь по мирным жителям. В ответ индийское правительство сообщило, что приняло меры для ослабления напряжённости. С тех пор популярность ДМК в Тамилнаде постепенно снижается. Многие тамилы решили, что ДМК не сделала ничего, чтобы остановить геноцид тамилов в Шри-Ланке.
К. Мутукумар, тамильский журналист и активист, покончил жизнь самоубийством, потому что правительству не удалось спасти шри-ланкийских тамилов. Его смерть мгновенно вызвала массовые забастовки, демонстрации и общественные беспорядки в Тамилнаде. Некоторые тамилы также глубоко недовольны Индией, которая по их мнению помогала ланкийскому государству в геноциде 2009 года. Это привело к инцидентам, вроде того, как тамильские националисты выступили в поддержку повстанцев Илама, когда расположенная в Ченнаи газета The Hindu якобы поддерживала правительство Шри-Ланки. Главный редактор The Hindu Н. Рам назвал членов Periyar Dravidar Kazhagam и Thamizh Thesiya Periyakkam, а также некоторых юристов и студентов юридического колледжа виновными в актах вандализма в их офисах.
Кровавое окончание гражданской войны в Шри-Ланке во многом вызвало появление в 2010 году тамильской националистической партии Наам тамилар катчи. Основная повестка дня этой партии — освобождение Тамил-Илама, только тамилы должны править в Тамилнаде, защита тамильского языка и единство тамилов, независимо от религии и касты.
В 2013 году состоялась серия протестов против политики властей Шри-Ланки, инициированные Федерацией студентов за свободу Тамил-Илама. Студенты требовали справедливости для ланкийских тамилов и референдума о статусе Тамил-Илама под контролем ООН. Тамильские организации и партии, а также главный министр штата Тамилнад потребовали проведения международного расследования военных преступлений Шри-Ланки и проведения референдума ООН среди ланкийских тамилов о создании Тамил-Илама.
Запрет Джалликатту был воспринят тамилами как посягательство на их культуру и самобытность. В 2017 году дело дошло до протестов сторонников джалликатту в индийском штате Тамилнад, которые длились несколько дней. Тамилы со всего мира выражали свою солидарность с протестующими в Тамилнаде. Правительство заявило, что среди протестующих присутствовали антинациональные элементы, которые выдвинули антииндийские и сепаратистские. Тамильский рэп-дуэт «Хип-хоп Тамижа» дистанцировались от протестов, потому что не хотели поддерживать сепаратистов. Тамильский актёр Камал Хасан, ставший политиком, заявил, что стремление к созданию отдельной страны не является антинациональным и что многие политические лидеры поступали так в прошлом.
Официально Тамилнад не имеет собственного флага и нередко тамильские националисты используют флаг каннада, дравидийско-язычного большинства индийского штата Карнатака («Страна каннада»). Тхантай Перияр дравидар кажагам и Наам тамилар катчи подняли разные флаги самопровозглашённого Тамилнада 1 ноября 2020 года в День Тамилнада. Полиция предупредила членов этих групп о наказании за нарушение Конституции Индии путём публичного поднятия неофициального флага Тамилнада.

## Языковой пуризм

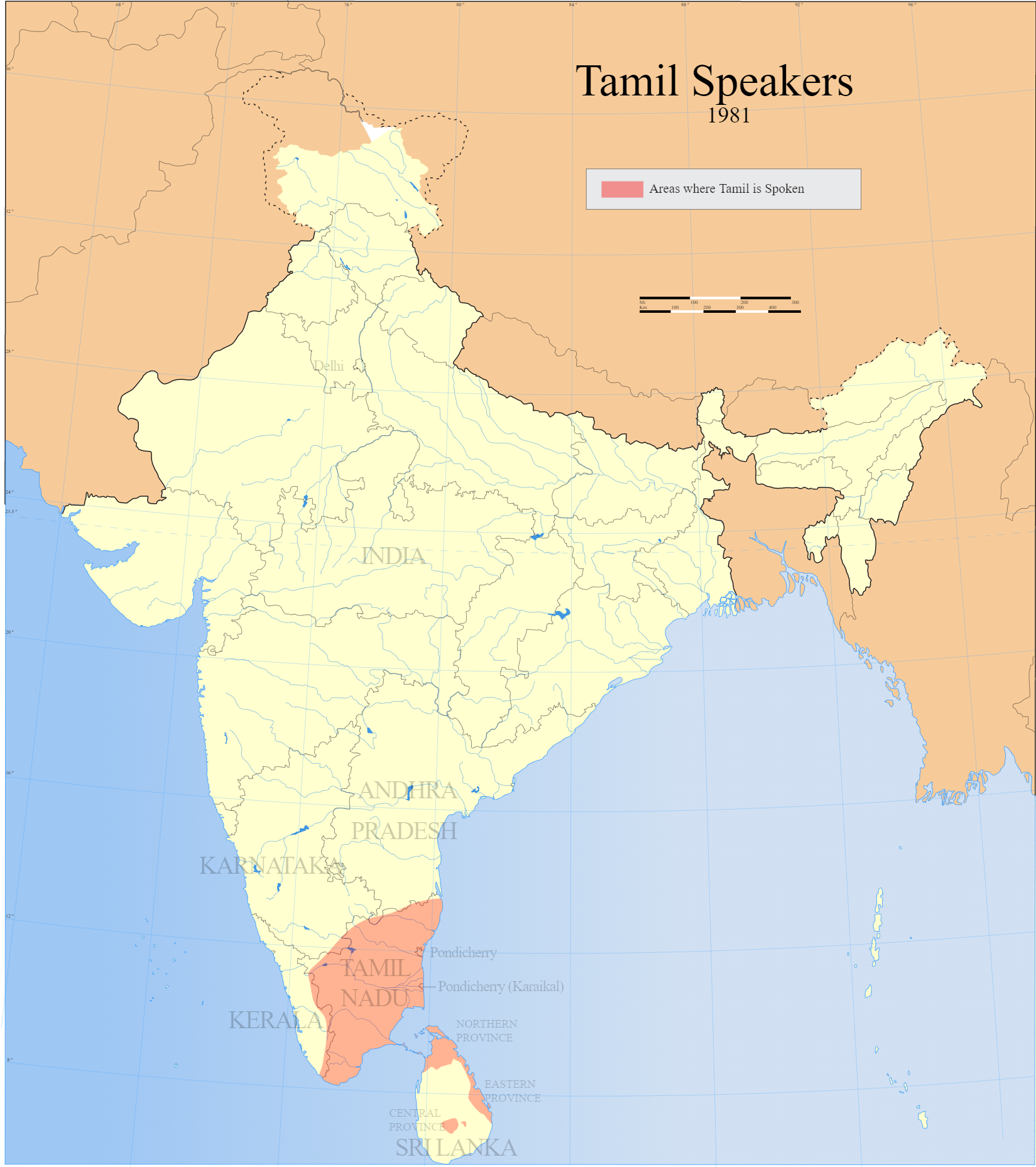
Карта распространения тамилоговорящих в Южной Индии и Шри-Ланке (1961)

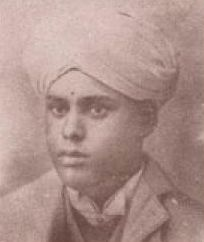
Один из идеологов движения за чистый тамильский язык Паритимар Калаигнар

Тани Тамил Ияккам (там. தனித் தமிழ் இயக்கம்; чистое или независимое тамильское движение) — движение за чистоту языка в тамильской литературе, приверженцы пытаются защитить родной язык от заимствований из санскрита, английского и других языков. Зародилось в трудах Мараималаи Адигала, Бхаратидасана, Деванея Паванара и Перунчиттхиранаара и получило распространение в литературном журнале Thenmozhi, основанном Перунчиттхиранааром. Важную роль в движения за чистоту тамильского языка сыграл профессор Мадрасского христианского колледжа В. Г. Сурьянараяна Шастри (сменил своё санскритское имя «Сурьянараяна Шастри» на тамильское «Паритимар Калаигнар»); в 1902 году он первым потребовал для тамильского статуса классического языка, который он получил в 2004 году.

### История
Агитация против хинди была формой сопротивления навязыванию языка хинди по всей Индии. Чакраварти Раджагопалачария, занимавший должность генерал-губернатора Индии в 1948—1950 годах, пытался сделать хинди национальным языком, в частности, на хинди в обязательном порядке преподавали во всех индийских школах. Против этого выступил Перияр, начав агитацию против хинди, которая длилась около трёх лет. Агитация включала статьи, конференции, шествия, пикетирование и другие формы протеста. Правительство ответило репрессиями, в результате случившихся беспорядков погибли двое протестующих и были арестованы 1198 человек, включая женщин и детей. Конгрессистское правительство штата Мадрас (позднее был переименован в Тамилнад) призвало военизированные формирования, чтобы подавить волнения; их участие привело к гибели около семидесяти человек (по официальным оценкам), в том числе двух полицейских. Несколько тамильских лидеров поддержали предложение и в дальнейшем использовать английский в качестве официального языка Индии. Чтобы успокоить ситуацию, премьер-министр Индии Лал Бахадур Шастри заявил, что английский будет по-прежнему использоваться в качестве официального языка до тех пор, пока этого хотят штаты, не говорящие на хинди. Беспорядки утихли после выступления Шастри, как и студенческая агитация.
Согласно статье 348-й Конституции Индии официальным языком судопроизводства должен быть английский, но четыре штата — Бихар, Уттар-Прадеш, Мадхья-Прадеш и Раджастхан — получили право проводить разбирательства в своих судах на своём официальном языке — хинди. При этом штатам Западная Бенгалия и Тамилнад, которые также добивались права вести судопроизводство на своём официальном языке, бенгальском и тамильском соответственно, центральное правительство запретило это делать, сославшись на Верховный суд. В 2006 году Министерство юстиции заявило, что не будет возражать против желания штата Тамилнад проводить слушания в Высшем суде Мадраса на тамильском языке. В 2010 году председатель Верховного суда Мадраса разрешил адвокатам вести прения на тамильском языке.